# آقشین مهدی‌اف
آقشین مهدی‌اف (ترکی آذربایجانی: Aqşin Şəfaət oğlu Mehdiyev؛ زادهٔ ۲۸ آوریل ۱۹۴۹) سیاست‌مدار، دیپلمات و سفیر سیار وزارت امور خارجه جمهوری آذربایجان از سال ۲۰۱۴ می‌باشد.

## زندگی‌نامه
آقشین مهدی‌اف ۲۸ آوریل سال ۱۹۴۹ در شهر باکو در آذربایجان شوروی به دنیا آمد. وی دانش‌آموخته رشته شرق‌شناسی از دانشگاه دولتی باکو در سال ۱۹۷۱ است. بین سال‌ها ۱۹۶۹ تا ۱۹۷۰ در دانشگاه قاهره تحصیل کرد. از سال ۱۹۸۵ الی ۱۹۸۷ در آکادمی دیپلماتیک شوروی در مسکو به ادامه تحصیل پرداخت؛ دانشگاهی که مدرک دکتری خود در رشته تاریخ روابط بین‌الملل را از آن اخذ نمود. وی از سال ۲۰۰۷ دکترای افتخاری دانشگاه اوراسیای باکو است.

## فعالیت دیپلماتیک
آقشین مهدی‌اف در سال ۱۹۷۵ فعالیت دیپلماتیک خود را آغاز کرد. بین سالهای ۱۹۷۱ تا ۱۹۷۵ به عنوان دستیار مشاور امور اقتصادی سفارت اتحاد جماهیر شوروی سوسیالیستی در مصر مشغول به کار شد. در طول کارنامه دیپلماتیکش از سال ۱۹۸۵ الی ۱۹۷۷ مسئولیت دفتر اطلاع‌رسانی و روابط عمومی وزارت امور خارجه آذربایجان شوروی را بر عهده داشت.
در میان سالهای ۱۹۷۲–۱۹۸۵ در سمت‌های مختلف سفارت شوروی در یمن و وزارت امور خارجه آذربایجان شوروی اشتغال یافت. در سال ۱۹۹۱ به عنوان مشاور و رئیس قسمت سیاست خارجی سفارت شوروی در یمن منصوب شد. به دنبال استقلال آذربایجان از شوروی، به عنوان اولین نماینده پارلمانی جمهوری آذربایجان در جمهوری یمن تعیین و تا یک سال دیگر در این پست ابقاء شد.
از سال ۱۹۹۳ الی ۲۰۰۰ سکان قسمت امور اروپا، ایالات متحده آمریکا و کانادا در وزارت امور خارجه جمهوری آذربایجان را در دست گرفت. او همچنین نخستین نماینده پارلمانی جمهوری آذربایجان (۲۰۰۱–۲۰۰۶) در شورای اروپا بود.
در سال‌های متوالی به عنوان نماینده جمهوری آذربایجان در سازمان ملل متحد و نیز سفیر غیر مقیم این کشور در کشورهای کوبا (۲۰۰۷)، نیکاراگوئه (۲۰۰۸)، جامائیکا (۲۰۰۸) و ونزوئلا (۲۰۰۸) کار کرد.
بین ماه مه سال ۲۰۱۴ تا نوامبر سال ۲۰۱۵ سفیر سیار در وزارت امور خارجه آذربایجان بود. در سال ۲۰۱۵ ناظر دائم سازمان همکاری اسلامی در اتحادیه اروپا شد. ۱۳ ژوئن سال ۲۰۱۶ ایاد امین مدنی، دبیرکل سازمان همکاری اسلامی، آقشین مهدی‌اف را به عنوان نماینده دائم این سازمان در سازمان ملل متحد منصوب کرد.
در ماه اکتبر سال ۲۰۱۸، آقشین مهدی‌اف به عضویت شورای بین‌المللی مشورتی مؤسسه بین‌المللی صلح درآمد. افزون بر این، وی عضو افتخاری هیئت مدیره سفرای سازمان ملل در «فدراسیون بین‌المللی صلح و توسعه پایدار» است.
آقشین مهدی‌اف موالف کتب «آذربایجان در شورای اروپا» (منتشر شده در سال ۲۰۱۱) و «آذربایجان در شورای امنیت سازمان ملل متحد در میان سال‌های ۲۰۱۲–۲۰۱۳» و نیز نگارش‌ها، مقاله‌ها و مطاعات فراوانی در زمینه روابط بین‌الملل است.

## جوایز و نشان‌ها
- نشان لیاقت میهن‌پرستی درجه ۳ جمهوری آذربایجان- ۲۰۱۲
- کارمند افتخاری وزارت امور خارجه جمهوری آذربایجان- ۲۰۱۱
- نشان ۹۰- امین سالگرد تأسیس سرویس دیپلماتیک در جمهوری آذربایجان- ۲۰۰۹
- مدرک افتخاری وزارت امور خارجه شوروی- ۱۹۹۰
- جایزه «دیوالی» صندوق «دیوالی» آمریکا- ۲۰۱۸